# Myotis atacamensis
Myotis atacamensis és una espècie de ratpenat de la família dels vespertiliònids. Viu a Xile i el Perú. Probablement nia a les esquerdes de les roques. Es tracta d'un animal que hiberna. Es desconeix si hi ha cap amenaça significativa per a la supervivència d'aquesta espècie. Alguns científics creuen que M. atacamensis és un sinònim de M. chiloensis.